# Анхел Мелоньо
Анхел Мелоньо (на испански: Ángel Melogno) е уругвайски футболист, полузащитник.

## Кариера
Мигел Анхел Мелоньо играе единствено за Бела Виста. Той принадлежи към поколението на най-забележителните играчи на клуба от 1920-те години, заедно с Хосе Насаси, Адемаром Канавесе, Хосе Андраде и Пабло Дорадо.
През 1925 г. изиграва 3 мача за националния отбор на Уругвай. И трите са приятелски в Асунсион срещу отбора на Парагвай.
През 1926 г. Мелоньо е повикан в националния отбор през 1928 г., за да пътува до Амстердам за олимпийските игри, но на терена не излиза, а като част от състава печели златен медал.
Същото нещо се случва и през 1930 г., когато става световен шампион, но не се появява на терена.
Мигел Анхел Мелоньо умира през 1945 г. на 40 години. Погребан е в Монтевидео.

## Отличия

### Международни
Уругвай
- Световно първенство по футбол: 1930
- Олимпийски игри златен медал: 1928